# Campionati europei di atletica leggera 2006 - Lancio del giavellotto maschile
Il concorso del lancio del giavellotto maschile ai campionati europei di atletica leggera 2006 si è svolto il 7 e 9 agosto 2006 presso lo stadio Ullevi di Göteborg, in Svezia.

## Medaglie
| Oro     | Andreas Thorkildsen | Norvegia  |
| Argento | Tero Pitkämäki      | Finlandia |
| Bronzo  | Jan Železný         | Rep. Ceca |

## Dettaglio orario
- Gli orari sono indicati in Eastern European Time (UTC+2)

| Qualificazione      | Qualificazione      |
| Gruppo A            | Gruppo B            |
| ------------------- | ------------------- |
| 07.08.2006 – 18:30h | 07.08.2006 – 19:30h |
| Finale              |                     |
| 09.08.2006 – 19:10h |                     |

## Record
| Record antecedenti ai campionati europei di atletica leggera 2006 | Record antecedenti ai campionati europei di atletica leggera 2006 | Record antecedenti ai campionati europei di atletica leggera 2006 | Record antecedenti ai campionati europei di atletica leggera 2006 | Record antecedenti ai campionati europei di atletica leggera 2006 |          |
| ----------------------------------------------------------------- | ----------------------------------------------------------------- | ----------------------------------------------------------------- | ----------------------------------------------------------------- | ----------------------------------------------------------------- | -------- |
| Record mondiale                                                   | Jan Železný                                                       | Rep. Ceca                                                         | 98.48 m                                                           | 25 maggio 1996                                                    | Jena     |
| Record europeo                                                    | Steve Backley                                                     | Gran Bretagna                                                     | 89.72 m                                                           | 23 agosto 1998                                                    | Budapest |

## Qualificazione

### Gruppo A
| Class. | Classifica complessiva | Atleta              | Nazione       | Lancio | Lancio | Lancio | Misura  | Note |
| Class. | Classifica complessiva | Atleta              | Nazione       | 1      | 2      | 3      | Misura  | Note |
| ------ | ---------------------- | ------------------- | ------------- | ------ | ------ | ------ | ------- | ---- |
| 1      | 1                      | Andreas Thorkildsen | Norvegia      | 74.25  | 86.55  | —      | 86.55 m |      |
| 2      | 6                      | Aleksandr Ivanov    | Russia        | 72.88  | 81.57  | —      | 81.57 m |      |
| 3      | 8                      | Jan Železný         | Rep. Ceca     | 80.60  | X      | X      | 80.60 m |      |
| 4      | 11                     | Nick Nieland        | Gran Bretagna | 80.40  | X      | X      | 80.40 m |      |
| 5      | 12                     | Ēriks Rags          | Lettonia      | 76.70  | 78.54  | 79.24  | 79.24 m |      |
| 6      | 13                     | Teemu Wirkkala      | Finlandia     | 79.05  | X      | 77.85  | 79.05 m |      |
| 7      | 14                     | Christian Nicolay   | Germania      | 77.94  | 75.29  | 72.60  | 77.94 m |      |
| 8      | 15                     | Daniel Ragnvaldsson | Svezia        | 76.71  | 73.13  | X      | 76.71 m |      |
| 9      | 16                     | Yeóryios Íltsios    | Grecia        | 75.88  | 74.00  | X      | 75.88 m |      |
| 10     | 22                     | Felix Loretz        | Svizzera      | 67.50  | 65.13  | 70.83  | 70.83 m |      |
| 11     | 23                     | Francesco Pignata   | Italia        | 69.84  | X      | 70.37  | 70.37 m |      |
| 12     | 24                     | Vadim Bavikin       | Israele       | 66.67  | 66.93  | X      | 66.93 m |      |

### Group B
| Class. | Classifica complessiva | Atleta             | Nazione    | Lancio | Lancio | Lancio | Misura  | Note                          |
| Class. | Classifica complessiva | Atleta             | Nazione    | 1      | 2      | 3      | Misura  | Note                          |
| ------ | ---------------------- | ------------------ | ---------- | ------ | ------ | ------ | ------- | ----------------------------- |
| 1      | 2                      | Ainārs Kovals      | Lettonia   | 79.03  | 76.36  | 85.95  | 85.95 m | Miglior prestazione personale |
| 2      | 3                      | Vadims Vasiļevskis | Lettonia   | 84.68  | —      | —      | 84.68 m |                               |
| 3      | 4                      | Tero Pitkämäki     | Finlandia  | 83.78  | —      | —      | 83.78 m |                               |
| 4      | 5                      | Peter Esenwein     | Germania   | 82.71  | —      | —      | 82.71 m |                               |
| 5      | 7                      | Stefan Wenk        | Germania   | 80.90  | X      | 77.54  | 80.90 m |                               |
| 6      | 9                      | Magnus Arvidsson   | Svezia     | 80.45  | 75.59  | —      | 80.45 m |                               |
| 7      | 10                     | Stefan Müller      | Svizzera   | 78.64  | 75.45  | 80.43  | 80.43 m | Record nazionale              |
| 8      | 17                     | Tero Järvenpää     | Finlandia  | 75.21  | X      | 72.38  | 75.21 m |                               |
| 9      | 18                     | Tomas Intas        | Lituania   | 74.76  | 73.19  | 72.10  | 74.76 m |                               |
| 10     | 19                     | Risto Mätas        | Estonia    | 74.58  | X      | 73.87  | 74.58 m |                               |
| 11     | 20                     | Marián Bokor       | Slovacchia | 71.80  | X      | 72.54  | 72.54 m |                               |
| 12     | 21                     | Ronny Nilsen       | Norvegia   | 71.37  | 70.58  | 67.10  | 71.37 m |                               |

## Finale
| Class.  | Atleta              | Nazione       | Lancio | Lancio | Lancio | Lancio | Lancio | Lancio | Distanza | Note             |
| Class.  | Atleta              | Nazione       | 1      | 2      | 3      | 4      | 5      | 6      | Distanza | Note             |
| ------- | ------------------- | ------------- | ------ | ------ | ------ | ------ | ------ | ------ | -------- | ---------------- |
| Oro     | Andreas Thorkildsen | Norvegia      | 82.84  | 87.37  | 85.30  | 87.35  | 86.39  | 88.78  | 88.78 m  |                  |
| Argento | Tero Pitkämäki      | Finlandia     | 86.44  | 81.44  | 82.87  | 82.68  | X      | 84.71  | 86.44 m  |                  |
| Bronzo  | Jan Železný         | Rep. Ceca     | 85.92  | X      | X      | X      | X      | X      | 85.92 m  |                  |
| 4       | Vadims Vasiļevskis  | Lettonia      | 76.21  | 83.21  | X      | X      | X      | 81.13  | 83.21 m  |                  |
| 5       | Ainārs Kovals       | Lettonia      | 81.65  | 79.19  | 78.23  | 79.56  | 77.31  | 79.75  | 81.65 m  |                  |
| 6       | Peter Esenwein      | Germania      | 81.11  | 76.46  | X      | 73.73  | 76.45  | 80.45  | 81.11 m  |                  |
| 7       | Stefan Müller       | Svizzera      | 80.87  | 78.38  | 78.16  | 75.72  | 76.08  | 75.52  | 80.87 m  | Record nazionale |
| 8       | Aleksandr Ivanov    | Russia        | 78.68  | 80.09  | 77.99  | X      | 76.61  | 73.99  | 80.09 m  |                  |
|         |                     |               |        |        |        |        |        |        |          |                  |
| 9       | Ēriks Rags          | Lettonia      | 79.51  | X      | X      |        |        |        | 79.51 m  |                  |
| 10      | Magnus Arvidsson    | Svezia        | 78.53  | 73.94  | X      |        |        |        | 78.53 m  |                  |
| 11      | Nick Nieland        | Gran Bretagna | 75.66  | X      | 76.92  |        |        |        | 76.92 m  |                  |
| 12      | Stefan Wenk         | Germania      | X      | 75.71  | 75.00  |        |        |        | 75.71 m  |                  |